# در میکس (فیلم)
در میکس (به انگلیسی: In the Mix) فیلمی محصول سال ۲۰۰۵ و به کارگردانی ران آندروود است. در این فیلم بازیگرانی همچون آشر، چاز پالمینتری، امانوئل شریکی، کوین هارت، رابرت کوستانزو، رابرت داوی، مت جرالد، جف استالتس، کی دی اوبر، نیک مانکوسو و پیج کندی ایفای نقش کرده‌اند.